# Upplands runinskrifter 627
Upplands runinskrifter 627 är en försvunnen vikingatida runsten som funnits i Jädra tä, Håbo-Tibble socken och Upplands-Bro kommun. Stenens höjd är ungefär 1,75 meter och dess bredd ungefär 1 meter. Såväl U 627 som U 628, som också funnits i Jädra tä, har varit försvunna sedan 1600-talets slut.

## Inskriften
Translitterering av runraden:
[anutr : kautr · auk · niusi : ristu · stn · þesa × aftir · asbiurn × faþur · sin : kuþ : trutin · hialbi : otu hans :]
Normalisering till runsvenska:
Anundr, Gautr ok Niusi(?) ræistu stæin þennsa æftiʀ Asbiorn, faður sinn. Guð drottinn hialpi andu hans.
Översättning till nusvenska:
Anund, Göt och Nyse reste denna sten efter Åsbjörn, sin fader. Herren Gud hjälpe hans ande.